# WR 22
WR 22 är en dubbelstjärna i norra delen av stjärnbilden Kölen och har även variabelbeteckningen V429 Carinae. Den har en skenbar magnitud av ca 6,42 och är mycket svagt synlig för blotta ögat där ljusföroreningar ej förekommer. Baserat på parallax enligt Gaia Data Release 2 på ca 0,40 mas, beräknas den befinna sig på ett avstånd på ca 8 300 ljusår (ca 2 500 parsek) från solen. Den rör sig närmare solen med en heliocentrisk radialhastighet på ca -28 km/s.

## Egenskaper
Primärstjärnan WR är en blå superjättestjärna av spektralklass WN7h och klassificeras som en förmörkelsevariabel och Wolf-Rayet-stjärna. Den har en massa som är ca 49 - 75 solmassor, en radie som är ca 23 solradier och har ca 1 900 000 gånger solens utstrålning av energi från dess fotosfär vid en effektiv temperatur av ca 44 700 K. Stjärnan är en av de mest massiva och ljusstarka stjärnorna som är kända. Följeslagaren O är en blå jättestjärna i huvudserien av spektralklass O9 III-V och klassificeras som en förmörkelsevariabel. Den har en massa som är ca 26 solmassor, en radie som är ca 11 solradier och har ca 130 000 gånger solens utstrålning av energi från dess fotosfär vid en effektiv temperatur av ca 33 000 K.

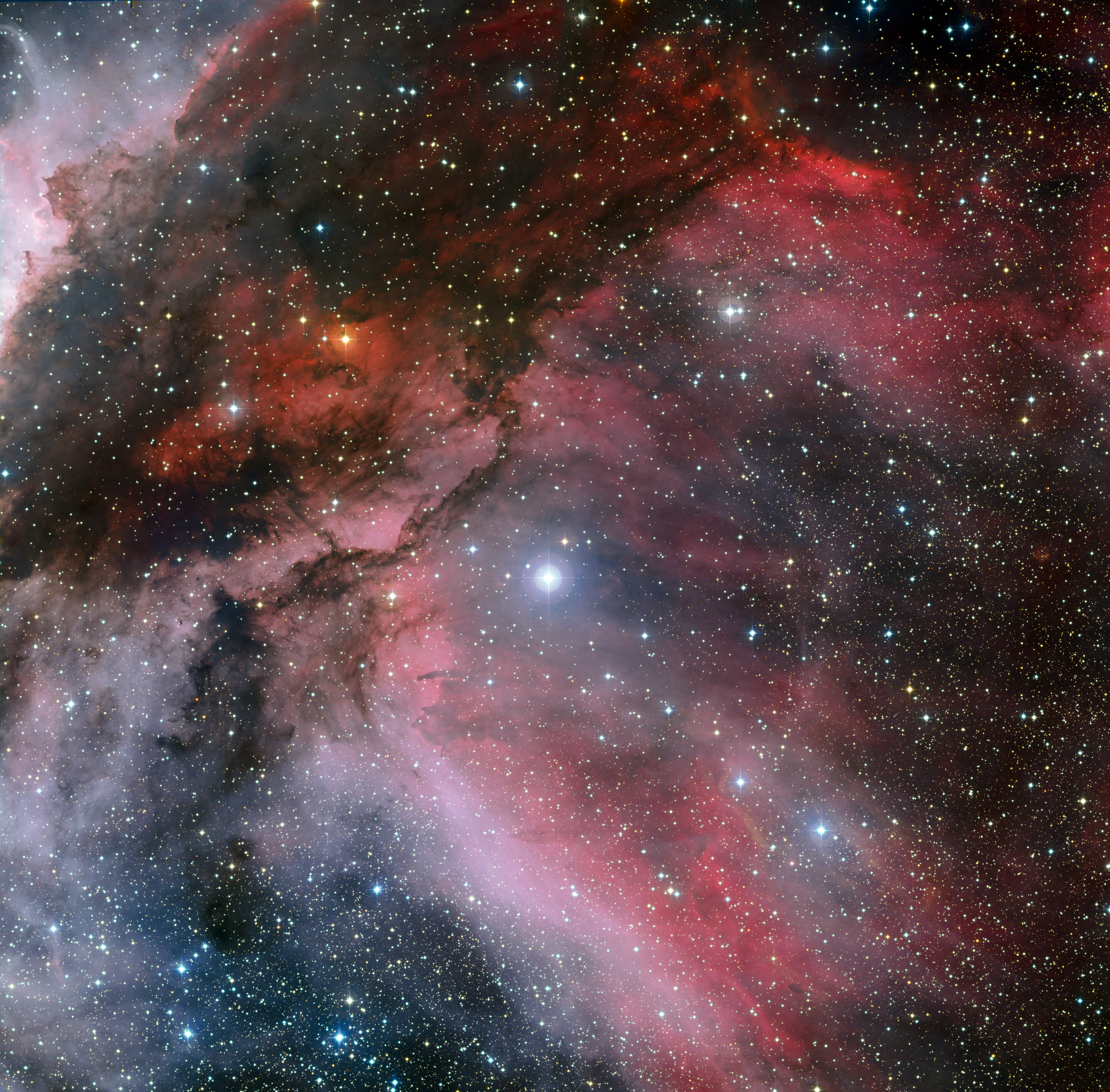
WR 22 i Carinanebulosan

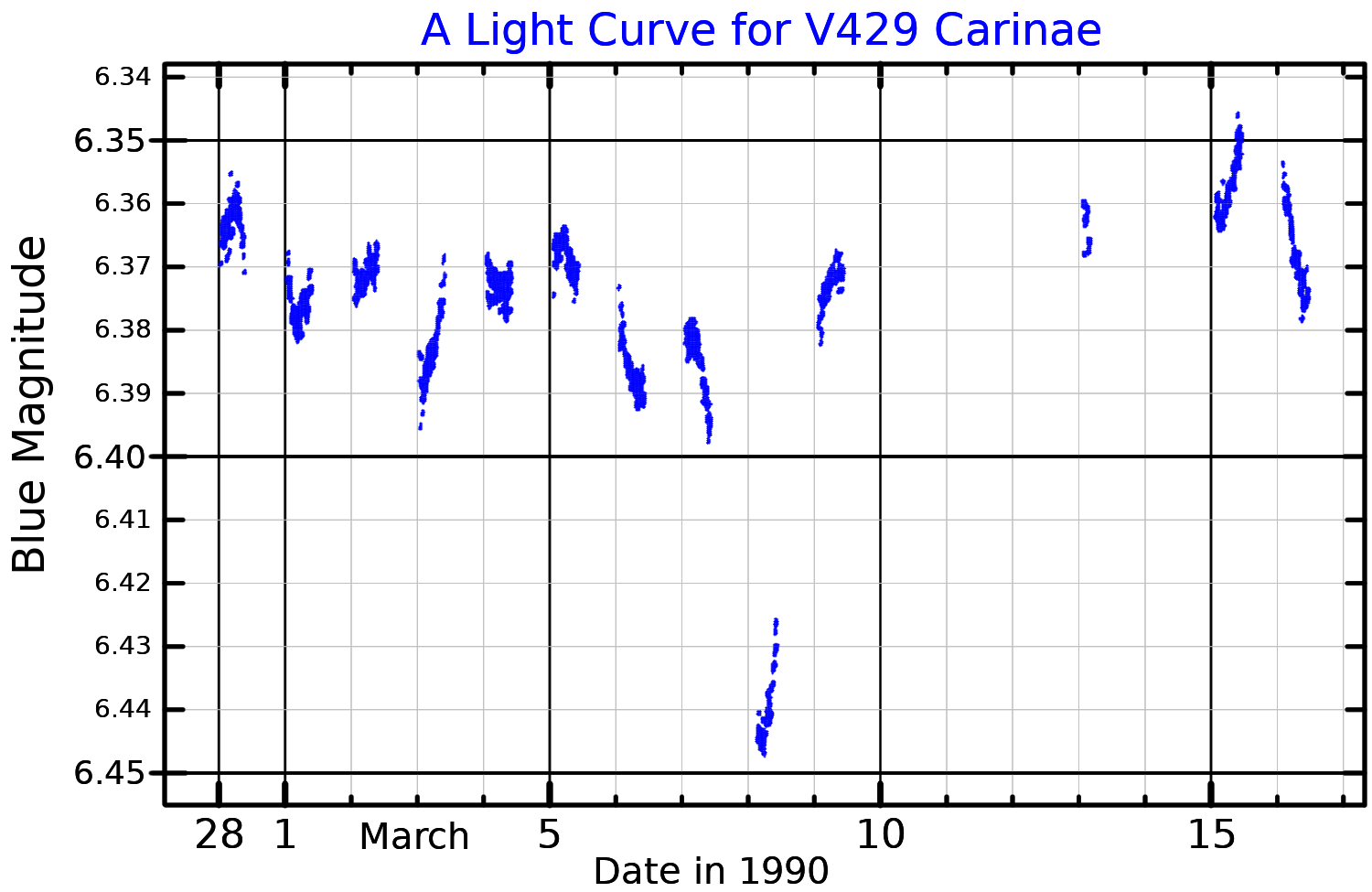
Ljuskurva i blåa bandet för WR 22 (V429 Carinae) som förmörkelseminimum vid UT 02.24 den 8 mars 1990, hämtad från Gosset et al. (1991)

WR 22 innehåller två massiva stjärnor som kretsar kring varandra i en bana med en omloppsperiod av 80 dygn och en excentricitet på 0,598 och en halv storaxel av 330 solradier. Spektrumet och luminositeten domineras av primärstjärnan, vilket tyder på att den är en Wolf Reyat-stjärna i kväveserien, men också med vätelinjer i dess spektrum. Följeslagaren verkar ha spektralluminositetsklass för en jättestjärna, men ljusstyrkan för en stjärnai huvudserien. Stjärnornas förmörkelsekaraktär och skenbara magnitud gör dem mycket användbara för av avgränsa egenskaperna hos ljusstarka, väterika WR-stjärnor.
En kollision mellan komponenternas stjärnvindar har skapat extremt hög temperatur och kraftig röntgenstrålning. Stjärnan är också ljusstark i radiovåglängdsbandet.

## Utveckling
Väterika WR-stjärnor med hög massa är unga stjärnor som fortfarande har nukleär fusion av väte i dess kärna, snarare än utvecklade stjärnor som har fusion av tyngre grundämnen. De visar WR-egenskaperna för stark helium- och kvävemission eftersom de är starkt konvektiva hela vägen till kärnan och har muddrat upp fusionsprodukter till ytan. För ungefär två miljoner år sedan skulle WR 22 ha varit en ännu hetare huvudseriestjärna av O-typ med en massa på cirka 120 solmassor. Den kommer snart att ha förbrukat vätet i dess kärna och utvecklas till en klassisk vätefattig WR-stjärna, möjligen efter en period som en lysande blå variabel och sedan explodera som en supernova. Följeslagaren förväntas ha en mer traditionell utveckling till en röd superjätte om några miljoner år.